# Associazione nazionale bersaglieri
Nel 1887 nasce a Torino e Milano la "Società di Mutuo Soccorso fra Bersaglieri in congedo", che nel 1921 si trasforma in Associazione Nazionale Bersaglieri (A.N.B.). Ricostituita nel 1946 dopo il secondo conflitto mondiale, il 9 aprile 1953 è riconosciuta e sanzionata ufficialmente con decreto del presidente della Repubblica. Al ministro della difesa compete l'alta sorveglianza sulla A.N.B. All'Associazione è stato inoltre riconosciuto il carattere di ente assistenziale, ai sensi e per gli effetti di cui al DCPS 10 luglio 1947, n. 705. L'Associazione ha sede in Roma. 
Dal 15 ottobre 2017 il Presidente Nazionale è il Gen. Ottavio Renzi.
L'Associazione fa parte integrante del consiglio nazionale permanente delle associazioni d'arma ed è iscritta all'albo del Ministero della difesa, ai sensi del D.M. 5/8/1982.
Attualmente, sono costituite circa 600 sezioni in Italia e 10 all'estero. 

## Finalità
È un'associazione apolitica e apartitica, con lo scopo di cementare la colleganza tra il personale in servizio e quello in congedo del Corpo dei bersaglieri, tenere vive le tradizioni, l'amor di Patria e fornire assistenza morale e materiale agli iscritti; mantiene anche vincoli di cameratismo con le tutte le associazioni d'arma consimili.

## Attività
Iniziative istituzionali conformi alle finalità sociali (raduni, cerimonie, attività ricreative, tutela degli iscritti) e volontariato. Viene pubblicata la rivista associativa. I soci usufruiscono di convenzioni con soggetti pubblici e privati.

## Soci
Come recita lo statuto, possono essere soci ordinari dell’associazione:
- Coloro che abbiano appartenuto od appartengano al Corpo dei Bersaglieri.
- I militari delle altre Armi e dei Corpi logistici ed i Cappellani Militari che abbiano prestato servizio nei reparti bersaglieri;
- I genitori, il coniuge ed i figli dei Bersaglieri caduti in guerra o deceduti in tempo di pace;

Possono far parte dell'associazione in qualità di “simpatizzanti” coloro che, pur non avendo appartenuto a reparti bersaglieri, svolgano o abbiano svolto impegnative attività in favore dell'associazione e si impegnino ad osservarne lo Statuto ed il Regolamento.